# Asim Ferhatović
Pour les articles homonymes, voir Ferhatović.
Asim « Hase » Ferhatović (né le 24 janvier 1933 à Sarajevo dans le royaume de Yougoslavie et mort le 25 janvier 1987 à Sarajevo, RFS Yougoslavie, aujourd'hui en Bosnie-Herzégovine) est un footballeur yougoslave.

## Biographie
Asim Ferhatović a commencé sa carrière de footballeur professionnel en 1948 pour le FK Sarajevo. Pendant les années 1950 et 60, Ferhatović a mené le FK Sarajevo, et est devenu le meilleur joueur du club et le plus célèbre, marquant 198 buts en 422 matchs. Sa plus grande performance personnelle fut lors de la saison 1963-1964 lorsqu'il devint meilleur buteur du championnat yougoslave avec 19 buts.
La retraite de Ferhatović était l'un des événements les plus importants dans l'histoire du sports de Sarajevo. Le groupe de rock bosniaque Zabranjeno pušenje a écrit une chanson en l'honneur de Ferhatović nommée « Nedelja Kad Je Otišo Hase » (« Le dimanche où Hase est parti »). La chanson fait référence à la fin de vie de l'ancien président yougoslave Josip Broz Tito. Tito est mort peu d'années avant que la chanson n'ait été éditée, le 4 mai 1980.
Le stade de Sarajevo est renommé Asim Ferhatović Hase en son honneur. Il a joué par le passé pour l'équipe nationale yougoslave. 